# Guillaume de Sabran (évêque de Langres)
Guillaume Ier de Sabran est un religieux français du début du XIIe siècle qui fut abbé de Vézelay vers 1136 puis évêque de Langres de 1136 jusqu'à sa mort en 1138.

## Biographie
Il est issu de la famille seigneuriale de Sabran, d'où sera issu plus tard Saint-Elzéar.
Il est d'abord moine à l'abbaye de Vézelay, puis en devient probablement abbé vers 1136 pendant un temps relativement court, après que son prédecesseur Albéric ne soit fait évêque-cardinal d'Ostie.
En 1136, il est élu évêque de Langres, malgré les efforts de Pierre le Vénérable, abbé de Cluny, qui le croyait indispensable pour éviter la ruine de l'abbaye de Vézelay,.
Il meurt toutefois en 1138, peu après son élection, sans avoir été sacré, ce qui explique qu'il ne se trouve pas inséré dans plusieurs catalogues, dont celui de la cathédrale de Langres,.